# Sarsiella texana
Sarsiella texana är en kräftdjursart. Sarsiella texana ingår i släktet Sarsiella och familjen Sarsiellidae. Inga underarter finns listade i Catalogue of Life.